# 小鍜治歩
小鍜治 歩（こかじ あゆむ、2000年11月24日 - ）は、日本の女子ラグビーユニオン選手。

## プロフィール
- 大阪府出身[1]。
- ポジションはフッカー(HO)。
- 身長 160cm、体重 80kg
- 兄の悠太もラグビー選手[2](現・東芝ブレイブルーパス東京)。
- 女子日本代表キャップは4。（2021年11月現在）

## 略歴
4歳からラグビーを始めた。堺ラグビースクール出身。
2019年、アナン学園高校卒業後、森ノ宮医療学園専門学校に入る。同年7月19日に行われた女子オーストラリア遠征女子オーストラリア代表戦にて途中出場で女子日本代表初キャップを獲得した。